# Ophion scutellatus
Ophion scutellatus là một loài tò vò trong họ Ichneumonidae.